# Руслаген

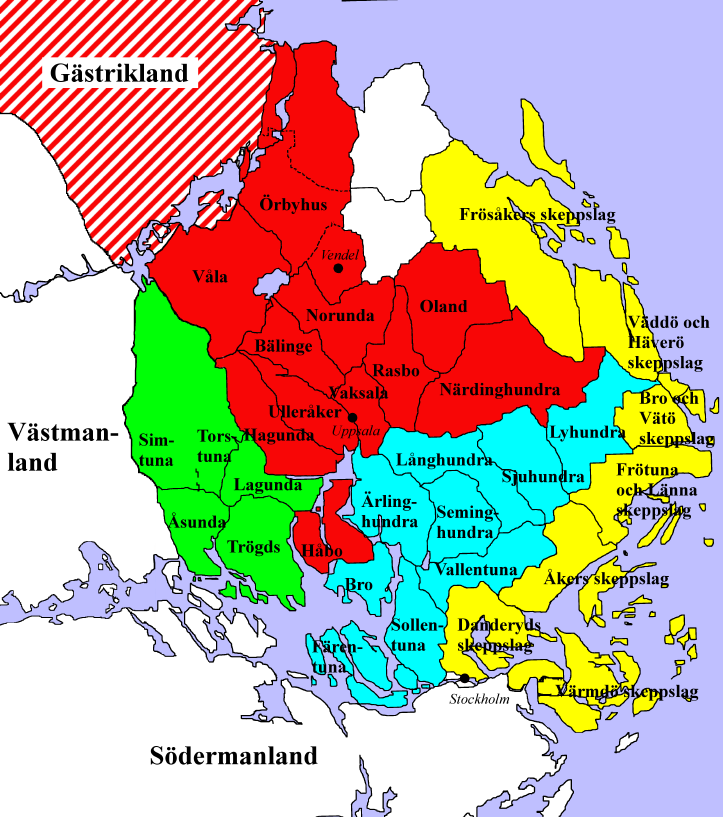
Народні землі свеїв (Уппланд та Єстрікланд)
Тіунда
Аттунда
Руден
Ф'єргундра
Берегова лінія значно змінилася протягом останнього тисячоліття завдяки пост-льодовиковому підйому суші. Спочатку тут була морська бухта, що йшла з півночі до Уппсали. Руслаген — сучасне ім'я для області, яка приблизно відповідає так званому Руден в середньовіччя.

59°31′30″ пн. ш. 18°24′30″ сх. д. / 59.52488° пн. ш. 18.40820° сх. д.
Руслаген (швед. Roslagen) — назва прибережних районів провінції Уппланд, Швеція, яка також є північною частиною Стокгольмського архіпелагу.
Історично це було назвою для всіх прибережних районів Балтійського моря, включаючи східні частини озера Меларен, що належать до Свеаланду. Назва була вперше згадана в 1493 році як Rodzlagen. До цього район був відомий як  Руден , що є прибережним еквівалентом внутрішньої сотні. Коли король скликав лейданг, еквівалент військової служби призовників у добу вікінгів, райони Рудена були відповідальні за призов кораблів для флоту лейдангу.
Назва походить від rodslag, що є старим прибережним уппландським словом для екіпажу гребних воїнів. На думку представників норманського теорії, Руден або Руслаген, є джерелом імен фінської і естонської для Швеції: фін. Ruotsi і ест. Rootsi.

Область також дала свою назву зниклій одомашненій руслагенській вівці, що походить з цієї області. Район обслуговує вузькоколійна Руслагенська залізниця.